# Torneo Acropolis 2000
Il Torneo Acropolis 2000 si è svolto dal 1º al 3 settembre 2000.

Gli incontri si sono svolti nell'impianto ateniese Olympiahalle.

## Squadre partecipanti
1. Brasile
2. Grecia
3. Russia
4. Ungheria

## Risultati
| Atene 1 settembre | Russia | 93 – 75 | Brasile | Olympiahalle |

| Atene 1 settembre | Grecia | 86 – 52 | Ungheria | Olympiahalle |

| Atene 2 settembre | Russia | 80 – 67 | Ungheria | Olympiahalle |

| Atene 2 settembre | Grecia | 76 – 41 | Brasile | Olympiahalle |

| Atene 3 settembre | Brasile | 70 – 55 | Ungheria | Olympiahalle |

| Atene 3 settembre | Grecia | 69 – 65 | Russia | Olympiahalle |

## Classifica Finale
| -  | Team     | PT | V - P | PF - PS   |
| -- | -------- | -- | ----- | --------- |
| 1. | Grecia   | 6  | 3 - 0 | 235 - 157 |
| 2. | Russia   | 4  | 2 - 1 | 238 - 211 |
| 3. | Brasile  | 2  | 1 - 2 | 186 - 228 |
| 4. | Ungheria | 0  | 0 - 3 | 173 - 236 |

## MVP
| Titolo | Giocatore           | Nazionalità |
| ------ | ------------------- | ----------- |
| MVP    | Fragkiskos Alvertīs | Grecia      |